# Heilig-Geist-Kirche (Aachen)

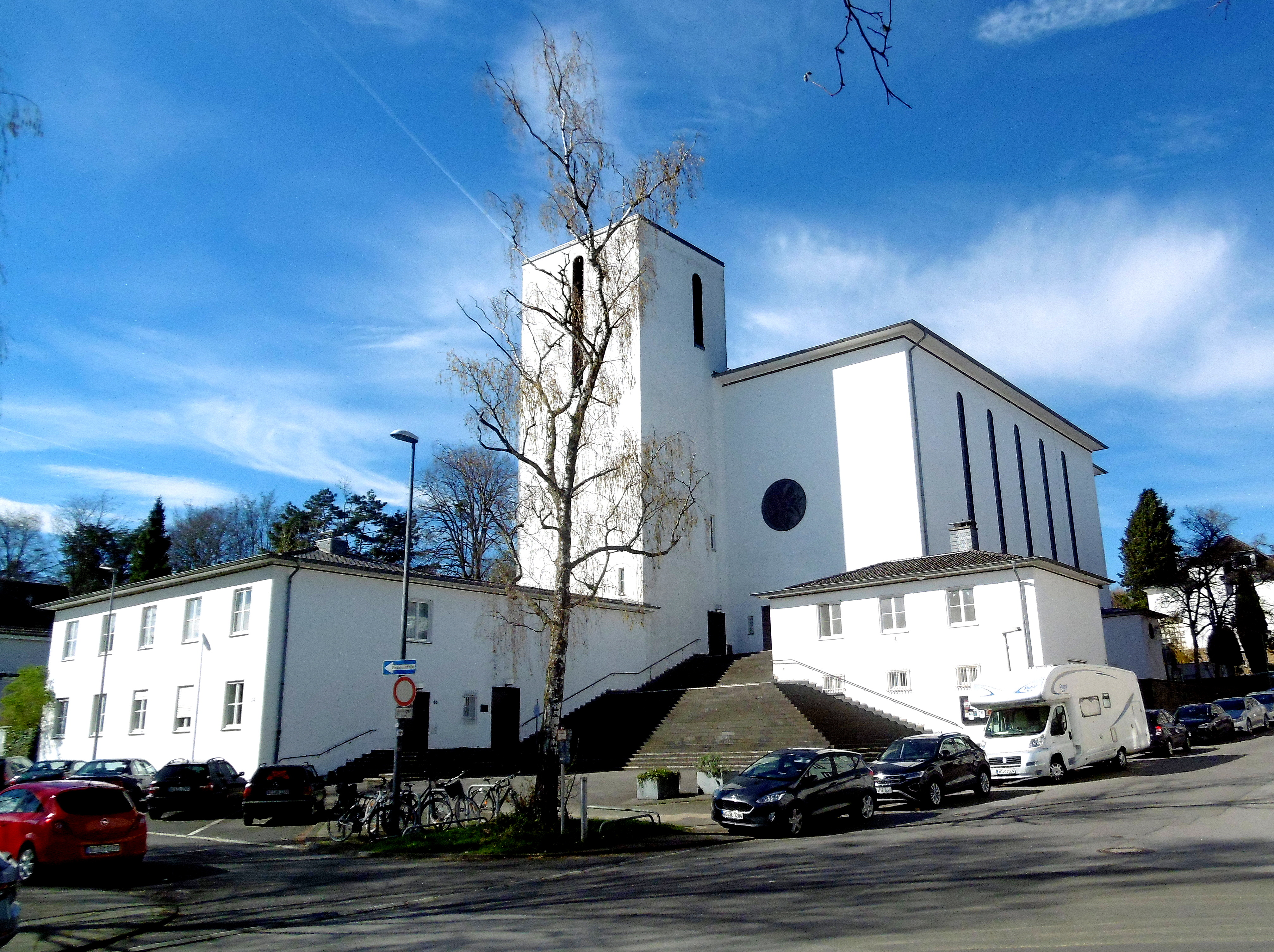
Heilig-Geist-Kirche in Aachen

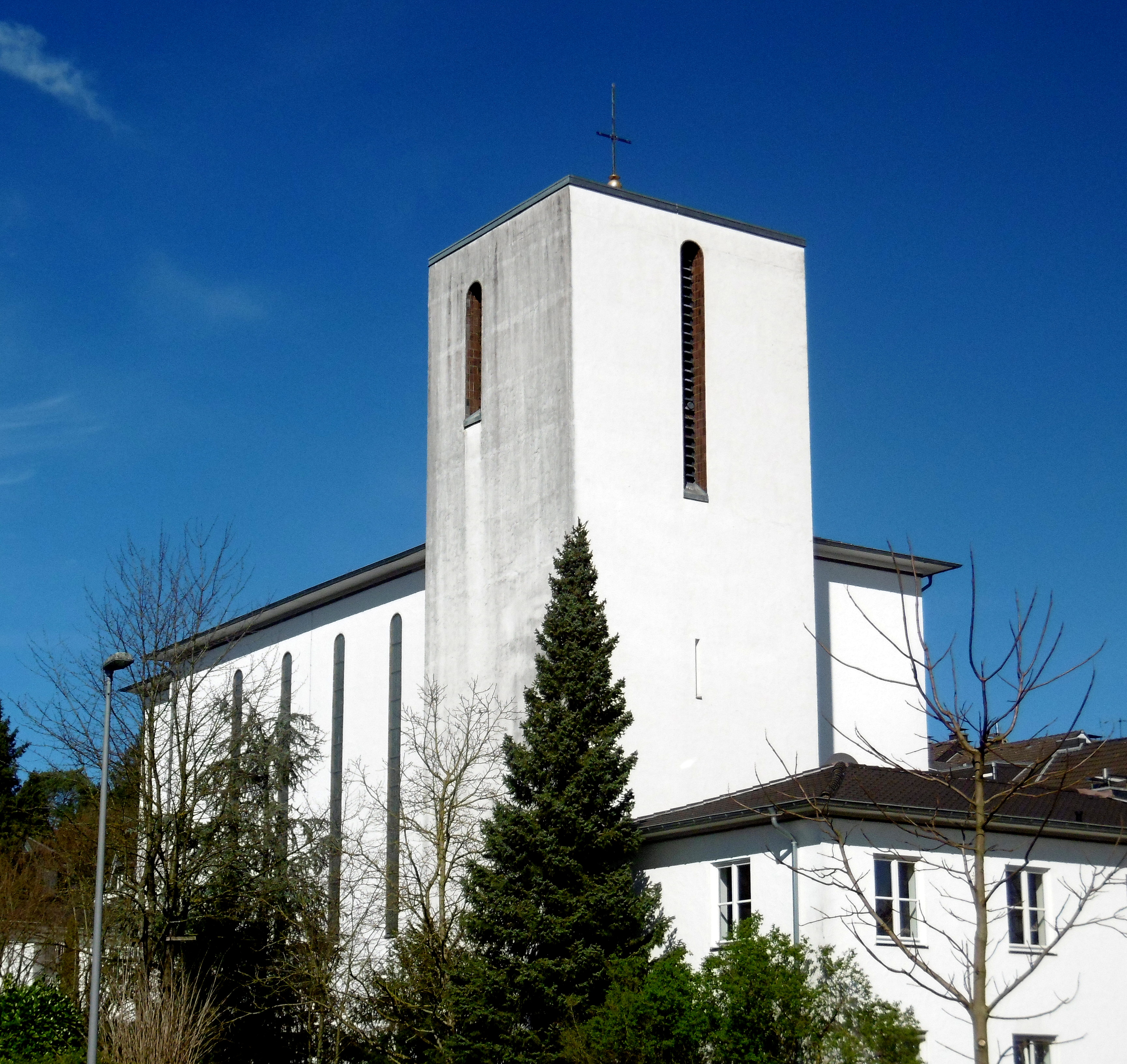

Die Heilig-Geist-Kirche ist eine römisch-katholische Filialkirche in Aachen, die 1929–1930 nach Plänen des Architekten Otto Bongartz errichtet wurde. Das Gotteshaus gehört zur Pfarre St. Jakob / Aachen und steht an der Ecke Hohenstaufenallee / Körnerstraße.

## Geschichte
Bereits während des Ersten Weltkriegs gab es Bemühungen zur Errichtung einer neuen Kirche innerhalb der Pfarre St. Jakob. So wurde seitens der Pfarre auch ein Baufonds in Höhe von 50.000 Mark angelegt, der jedoch durch die Inflation wertlos wurde. Da jedoch ein Kirchenneubau südwestlich der Jakobskirche durch die stark gewachsene Bevölkerung dringend notwendig war, gründeten die Pfarrer der Aachener Innenstadtpfarren am 1. April 1925 einen Gemeindeverband. Innerhalb dieses Gemeindeverbands wurde nun erstmals eine Kirchensteuer erhoben, da ein Neubau allein aus Spendengeldern nicht finanziert werden konnte. Bereits 1928 wurde das heutige Grundstück der Kirche gekauft. 
Am 3. Mai 1929 sagte der Gemeindeverband der Pfarre St. Jakob 250.000 Reichsmark für einen Kirchenneubau und die Errichtung eines neuen Seelsorgebezirks zu. Daraufhin nahm der Kirchenvorstand der Jakobspfarre ein Darlehen in Höhe von 70.000 Reichsmark auf, um die Heilig-Geist-Kirche errichten zu können. So wurde am 22. Juli 1929 ein Kirchbauverein gegründet. Bereits am 11. Juni 1928 wurde ein Architektenwettbewerb zum Kirchenneubau ausgeschrieben. Am 10. Januar 1929 verlieh das Preisgericht unter Vorsitz von Dominikus Böhm dem Entwurf der Architekten Rudolf Schwarz und Hans Schwippert den 2. Preis und dem des Kölner Stadtbaurats Otto Bongartz den 1. Preis. Noch 1929 wurde mit dem Bau der Kirche nach den Plänen von Otto Bongartz begonnen und der Grundstein konnte am 27. Oktober 1929 gelegt werden. Bereits am 6. Juli 1930 wurde die neue Kirche geweiht.
1934 wurde der Gemeindebezirk Heilig Geist aus der Pfarre St. Jakob ausgepfarrt und zur eigenständigen Pfarrei und die Heilig-Geist-Kirche zu einer Pfarrkirche erhoben. Diesen Status verlor die Kirche jedoch, da die Pfarre zum 1. Januar 2010 aufgelöst und wieder in die Mutterpfarre St. Jakob eingepfarrt wurde. Seitdem bildet Heilig Geist wieder eine Filialgemeinde dieser Pfarre, wie bereits zwischen 1930 und 1934.
Im Zuge des Zweiten Weltkriegs wurde die Kirche im Oktober 1944 durch Artilleriebeschuss der vorrückenden US-Armee beschädigt. Dabei wurde die Orgel zerstört und der Dachstuhl fing Feuer, das jedoch gelöscht werden konnte. Weiterhin waren die Fenster beschädigt. Nach dem Ende des Kriegs in Aachen am 21. Oktober 1944 wurde die Kirche innerhalb von drei Wochen wieder soweit hergerichtet, dass am 11. November 1944 der erste Gottesdienst nach dem Krieg gefeiert werden konnte.

## Ausstattung
Im Innenraum befindet sich eine moderne Ausstattung. Besonders erwähnenswert sind die Buntglasfenster des Künstlers Anton Wendling. Sie wurden seit 1955 nach den originalen Entwürfen von 1930 eingesetzt. Der Volksaltar wurde am 25. Juni 1978 durch den Aachener Bischof Klaus Hemmerle geweiht. Zuvor wurde der Hochaltar von 1930 entfernt und der gesamte Altarraum umgebaut.

## Glocken
Im Jahr der Kirchweihe lieferte die Glockengießerei Otto in Hemelingen bei Bremen drei Bronzeglocken mit der Disposition f′ – g′ – b′. Die beiden kleineren Glocken wurden im Zweiten Weltkrieg für Rüstungszwecke eingeschmolzen, die f-Glocke dagegen existiert heute noch. Im Jahr 1951 stellte die Gießerei Otto durch den Guss zweier neuer Glocken das alte Geläut wieder her. Es wurde 1963 durch eine vierte Glocke der Eifeler Glockengießerei Mark in Brockscheid erweitert.
| Nr. | Name         | Durchmesser (mm) | Masse (kg, ca.) | Schlagton (HT-1/16) | Gießer                                                   | Gussjahr |
| 1   | Heilig Geist | 1394             | 1830            | d′ +9               | Johannes Mark, Eifeler Glockengießerei Mark, Brockscheid | 1963     |
| 2   | –            | 1400             | 1035            | f′ +9               | Ernst Karl Otto, Glockengießerei Otto, Hemelingen        | 1930     |
| 3   | –            | 1163             | –               | g′ +4               | Karl (III) Otto, Glockengießerei Otto, Hemelingen        | 1951     |
| 4   | –            | 1036             | –               | b′ +8               | Karl (III) Otto, Glockengießerei Otto, Hemelingen        | 1951     |

Motiv: Idealquartett